# Stanberry
Stanberry és una població dels Estats Units a l'estat de Missouri. Segons el cens del 2000 tenia 1.243 habitants.

## Demografia
Segons el cens del 2000, Stanberry tenia 1.243 habitants, 508 habitatges, i 342 famílies. La densitat de població era de 363,6 habitants per km².
Dels 508 habitatges en un 28,5% hi vivien nens de menys de 18 anys, en un 55,9% hi vivien parelles casades, en un 9,1% dones solteres, i en un 32,5% no eren unitats familiars. En el 31,3% dels habitatges hi vivien persones soles el 21,3% de les quals corresponia a persones de 65 anys o més que vivien soles. El nombre mitjà de persones vivint en cada habitatge era de 2,32 i el nombre mitjà de persones que vivien en cada família era de 2,91.
Per edats la població es repartia de la següent manera: un 22,8% tenia menys de 18 anys, un 7,9% entre 18 i 24, un 21,5% entre 25 i 44, un 20,8% de 45 a 60 i un 27,1% 65 anys o més.
L'edat mediana era de 43 anys. Per cada 100 dones de 18 o més anys hi havia 78,8 homes.
La renda mediana per habitatge era de 30.417 $ i la renda mediana per família de 38.684 $. Els homes tenien una renda mediana de 25.774 $ mentre que les dones 18.750 $. La renda per capita de la població era de 13.736 $. Entorn del 6,3% de les famílies i el 8,8% de la població estaven per davall del llindar de pobresa.

## Poblacions més properes
El següent diagrama mostra les poblacions més properes.